# ميشيل كينيدي هوغن
ميشيل كينيدي هوغن (بالإنجليزية: Michelle Kennedy Hogan)‏ هي مؤرخة أمريكية، ولدت في 12 يوليو 1972 في بالتيمور في الولايات المتحدة.

## وصلات خارجية
- الموقع الرسمي